# Staatsbibliothek Potsdamer Straße

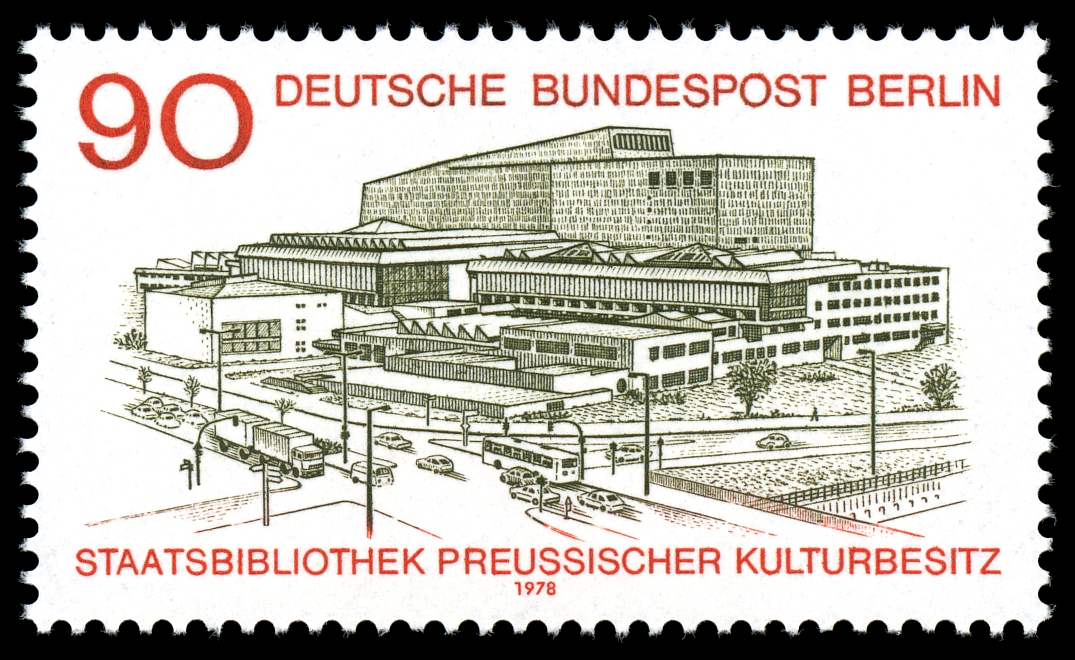
Das Gebäude auf einer Briefmarke aus dem Eröffnungsjahr 1978

Die Staatsbibliothek Potsdamer Straße wurde von 1967 bis 1978 nach Plänen des Architekten Hans Scharoun errichtet. Als Haus Potsdamer Straße ist sie eines der beiden Hauptgebäude der Staatsbibliothek zu Berlin. Das Gebäude befindet sich im Berliner Ortsteil Tiergarten des Bezirks Mitte, nahe dem Potsdamer Platz und gehört zum Kulturforum Berlin. Nach Scharouns Tod im Jahr 1972 wurden die Arbeiten von seinem Schüler und langjährigen Mitarbeiter Edgar Wisniewski zu Ende geführt, der auch vorher schon maßgeblich am Projekt beteiligt war. Das auch „Bücherschiff“ genannte außen goldfarbene Gebäude ist das größte Bauwerk Scharouns. Die Baukosten beliefen sich auf 226,5 Millionen Deutsche Mark.
Trotz nicht weniger Eigenheiten und aus heutiger Sicht von manchen als Fehlplanungen wahrgenommener Ideen gilt das markante Gebäude vielfach immer noch als Referenz im Bereich der Bibliotheksarchitektur. Dazu trägt nicht nur die Offenheit der Raumkomposition bei, sondern auch die zahlreichen Details des Stils Hans Scharouns, der dem organischen Bauen zugerechnet wird und schon dessen Berliner Philharmonie berühmt machte.

## Entstehung und Nutzung

### Zeitgeschichtlicher Hintergrund
Die Staatsbibliothek zu Berlin war ursprünglich in der Staatsbibliothek Unter den Linden beheimatet. Durch die besonderen Umstände der Teilung Deutschlands und der Stadt Berlin nach dem Zweiten Weltkrieg wurde die Sammlung jedoch ebenfalls geteilt; große Teile waren im Krieg aus der Stadt evakuiert worden und befanden sich nun in den Gebieten der Westalliierten. Die in Westdeutschland befindlichen Bestände der Staatsbibliothek wurden 1946 zunächst im Gebäude der Universitätsbibliothek Marburg untergebracht und dort als Hessische Bibliothek eröffnet, die 1949 in Westdeutsche Bibliothek umbenannt wurde. Die Geschichte um den Neubau am Kulturforum begann erst später:
- 1957 wurde die Stiftung Preußischer Kulturbesitz mit der Aufgabe gegründet, die „aus kriegsbedingten Gründen aus Berlin verlagerten Kulturgüter alsbald zurückzuführen“.[2] Die Stiftung konnte wegen verfassungsrechtlicher Auseinandersetzungen zwischen Bund und Ländern allerdings erst vier Jahre später die Arbeit in Berlin aufnehmen.[3]
- 1961 fand in beiden Teilen der Stadt die 300-Jahr-Feier der Staatsbibliothek zu Berlin statt. Eine publizistische Kampagne der DDR über das „Marburger Büchergrab“ verstärkte den Handlungsdruck auf der westlichen Seite.[4] In diesem Jahr stellte der Senatsbaudirektor Werner Düttmann eigene Entwürfe für einen Neubau der Staatsbibliothek am Kemperplatz vor, die den Stiftungsrat aber nicht überzeugen konnten.
- Im Mai 1963 beschloss der Stiftungsrat, einen Architektenwettbewerb für den Neubau der Staatsbibliothek am Kulturforum auszuschreiben. Scharoun bewarb sich – wenige Wochen nachdem auf der gegenüberliegenden Straßenseite seine damals kontrovers diskutierte[5] Philharmonie eröffnet worden war.
- Am 9. Juli 1964 gewann Scharoun den Ersten Preis. Sein Entwurf umfasste auch ein Gästehaus des Senats auf der gegenüberliegenden Straßenseite der Potsdamer Straße, das allerdings nie realisiert werden sollte.
- Die Dienststelle der Staatsbibliothek wurde in Berlin eingerichtet und zunächst im Bendlerblock untergebracht, in dem heute das Bundesministerium der Verteidigung residiert.
- 1965 begann die Rückführung der Sammlungen aus der Westdeutschen Bibliothek nach Berlin. Wegen der Besitzansprüche der DDR entschied man sich für einen Transport auf dem Luftweg.[6] Scharoun besuchte zu Studienzwecken Bibliotheken in Basel, München, Stuttgart, London, New York, San Francisco, Stanford, Chicago, Washington, Boston, Yale und Princeton.
- 1966 beschloss der Stiftungsrat, das Ibero-Amerikanische Institut in den Neubau der Staatsbibliothek zu integrieren. Das zuvor an der gleichen Stelle geplante Restaurant wurde hierzu aus den Plänen gestrichen.

### Bauzeit
Die Baugeschichte der Staatsbibliothek ist von notorisch vielen Querelen, Unregelmäßigkeiten und Konflikten geprägt. Der Spiegel sprach damals von einer „Bau-Chronik scandaleuse“, der „typische Merkmale eines Meisterwerks anhafteten“. In der Tat führten Konflikte zwischen dem künstlerischen Anspruch des Architekten und den bibliothekarischen Vorstellungen während der Bauzeit wiederholt zu Abstimmungsproblemen und Planänderungen. Seinen vielfach kritisierten Arbeitsstil ständiger Veränderungen sah Scharoun selbst als gesunden Bestandteil des architektonischen Prozesses: 1970 sagte er, er wünsche sich „dass vielmehr statt Perfektion Improvisation gelten möge, die den Weg der Entwicklung offenhält“. Damit bezog er sich offensichtlich auf konzeptionelle Änderungen, nicht auf die beim Bau der Staatsbibliothek sich wiederholenden Änderungen aus technischen oder finanziellen Gründen.
Die Schätzungen sowohl zur Bauzeit als auch zu den Kosten wurden im Laufe der Zeit sukzessive nach oben korrigiert. Ursache hierfür waren nicht nur die äußerst komplizierten Konstruktions- und Statikherausforderungen, sondern auch die Individualität des Baus: „In diesem Haus gibt es kaum irgendeine Wiederholung“ sagte damals der Baudirektor Hans Wurzler. Wegen der dadurch zahlreich nötigen Einzelanfertigungen konstruktiver Elemente geriet das Projekt immer wieder in substantielle Zeit- und Finanzprobleme.
Aus anfänglich 90 Millionen Mark und fünf Jahren Bauzeit (Schätzung zu Baubeginn) wurden schließlich 226,5 Millionen Mark und elf Jahre. Der SPD-Abgeordnete Rudolf Walther lästerte damals über einen „Genie-Zuschlag“. Dass das gewaltige Bauvorhaben schließlich überhaupt noch in der dann erfolgten Konsequenz durchgeführt werden konnte, wird heute vor allem als das Verdienst von Scharouns langjährigem Mitarbeiter Edgar Wisniewski gesehen, der nach Scharouns Tod im Jahr 1972 bis zur Fertigstellung des Baus im Jahr 1978 die künstlerische Oberleitung weiterführte.
- Die Grundsteinlegung war am 10. Oktober 1967. Tatsächlich lief die Bautätigkeit zu diesem Zeitpunkt allerdings schon seit fünf Monaten: Wegen der schlechten Auftragslage in Berlin hatte man sich entschlossen, den Beginn vorzuziehen – obwohl die Ausführungszeichnungen noch gar nicht fertiggestellt waren.[7]
- 1969 begann der zweite Bauabschnitt, der den zentralen Lesesaal, die Foyers und das prägnante Hochmagazin umfasst. Bereits in diesem Jahr (nicht erst, wie häufig berichtet, nach Scharouns Tod) wurde dem Büro Scharoun die Ausbauplanung entzogen und dessen Zuständigkeit auf „künstlerische Oberleitung“ eingegrenzt.[13] Scharoun selbst, dessen Werdegang notorisch häufig von derartigen Interventionen geprägt war, empfand diesen Eingriff offensichtlich als besonders schmerzhaft.[14]
- 1970 wurden die Baukosten das erste Mal präzise geschätzt: 155,34 Millionen Mark.
- 1971 wurde der erste Bauabschnitt, der nördliche Verwaltungstrakt, beendet und im Juni in Betrieb genommen. Zuvor im Mai wurde die Ausführungsplanung vom Büro Scharoun auf die Bundesbaudirektion übertragen.
- Im Juli 1972 wurde östlich der Baustelle eine Traglufthalle errichtet, um die Rückführung der Sammlungen aus ihrem Exil in Marburg zu beschleunigen. Schon als die Halle erst zu etwa einem Viertel der vollen Kapazität von zwei Millionen Bänden gefüllt war, zerstörte im November 1972 der Orkan Quimburga die konstruktionsbedingt fragile Außenhülle der Halle.
- Hans Scharoun starb am 25. November 1972 im Alter von 79 Jahren.
- Am 16. November 1973 war Richtfest. Man ging von einer Fertigstellung des Gebäudes bis 1976 aus.
- 1975 wurde mit dem Einzug der Bücher in den Neubau begonnen, der im September 1976 beendet war. Der Rechnungshof rügte Scharouns Pläne als vielfach mangelhaft und beklagte, dass er diese zudem „noch während der Ausführung ständig geändert“ habe.[7]
- Am 30. Juni 1977 wurde der dritte Bauabschnitt (Ibero-Amerikanisches Institut und Veranstaltungssäle) abgeschlossen. Die Dienststelle der Westdeutschen Bibliothek in Marburg wurde endgültig geschlossen.

### Inbetriebnahme
Am 15. Dezember 1978 fand die feierliche Eröffnung statt. Dabei sprachen unter anderen Bundespräsident Walter Scheel, der Regierende Bürgermeister von Berlin Dietrich Stobbe, Bundesinnenminister Gerhart Baum sowie der Generaldirektor der Staatsbibliothek Ekkehart Vesper.

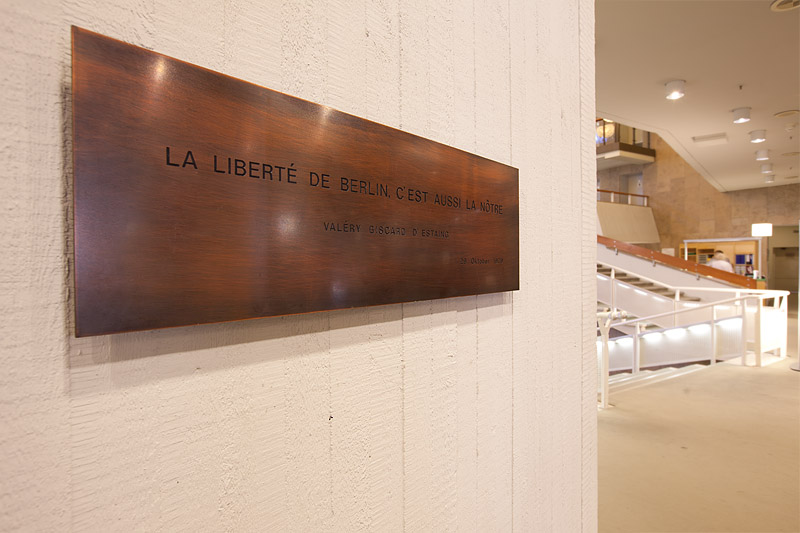
Gedenktafel im Ostfoyer

Nachdem der Bau zwei Tage später der Öffentlichkeit übergeben worden war, war die Bibliothek in der Folgezeit auch immer wieder Ort repräsentativer Veranstaltungen. Als damals teuerstes, größtes und neuestes Gebäude West-Berlins übte es eine hohe Anziehungskraft auf die politische Prominenz aus. Zu einiger Bekanntheit gelangte etwa der Staatsbesuch des französischen Präsidenten Valéry Giscard d’Estaing am 29. Oktober 1979. Seine Rede, die mit den Worten La liberté de Berlin, c’est aussi la nôtre („Die Freiheit Berlins ist auch die unsere“) schloss, hielt er im Ostfoyer der Staatsbibliothek. An den bedeutenden Satz erinnert dort heute eine bronzene Gedenktafel.
Unter anderem wegen des hohen organisatorischen Aufwandes derartiger größerer Festveranstaltungen im Bibliotheksgebäude wurden solche kurze Zeit später vom damaligen Generaldirektor wieder untersagt.

### Sanierungen
Trotz der guten Frequentierung durch Benutzer ist das Gebäude bisher ohne eine Generalsanierung ausgekommen, zu der das Gebäude geschlossen werden müsste. Im Laufe der Jahre wurden aber zahlreiche sogenannte „Funktionsanpassungen“ vorgenommen, Erweiterungen und Sanierungen, die bei laufendem Betrieb einen nicht unerheblichen Aufwand bedeuten:
- 1991 wurde das zweigeschossige Tiefgaragenmagazin (Kapazität: 1,8 Millionen Bände) in Betrieb genommen. Der 32 Millionen Mark teure Umbau gestaltete sich überproportional aufwendig: Obwohl bereits in den ursprünglichen Plänen vorgesehen,[18] war die Erweiterung bei der baulichen Umsetzung seinerzeit unzureichend berücksichtigt worden, sodass nun Klima- und Versorgungskanäle aller Art durch die Tiefgarage führten, die beim Umbau mit hohen Kosten umgelegt werden mussten.
- 2001 wurde eine umfangreiche Funktionsanpassung mit einem Budget von sechs Millionen Euro abgeschlossen. Diese umfasste unter anderem die Aufstockung um 120 Lesesaalarbeitsplätze, Neugestaltung der Leihstelle, den Teilaustausch des Fußbodens, die Umstellung auf elektronische Katalogsuche und die Einrichtung von Arbeitsplätzen mit Internetzugang. Bei den Sanierungsarbeiten wurden insgesamt 17 Kilometer Kabel verlegt; wegen der komplizierten Raumstrukturen war auch die Verkabelung entsprechend aufwendig. Die Bauzeit, in der der Lesesaal geschlossen war und nur die Sonderlesesäle zugänglich waren,[19] betrug 16 Wochen.[20] Später sollte durch die internetbasierte Katalogrecherche auch ein Großteil der Recherche-Stationen wieder obsolet werden, sodass heute an deren ehemaligem Standort im Foyer nun eine große Fläche frei steht.

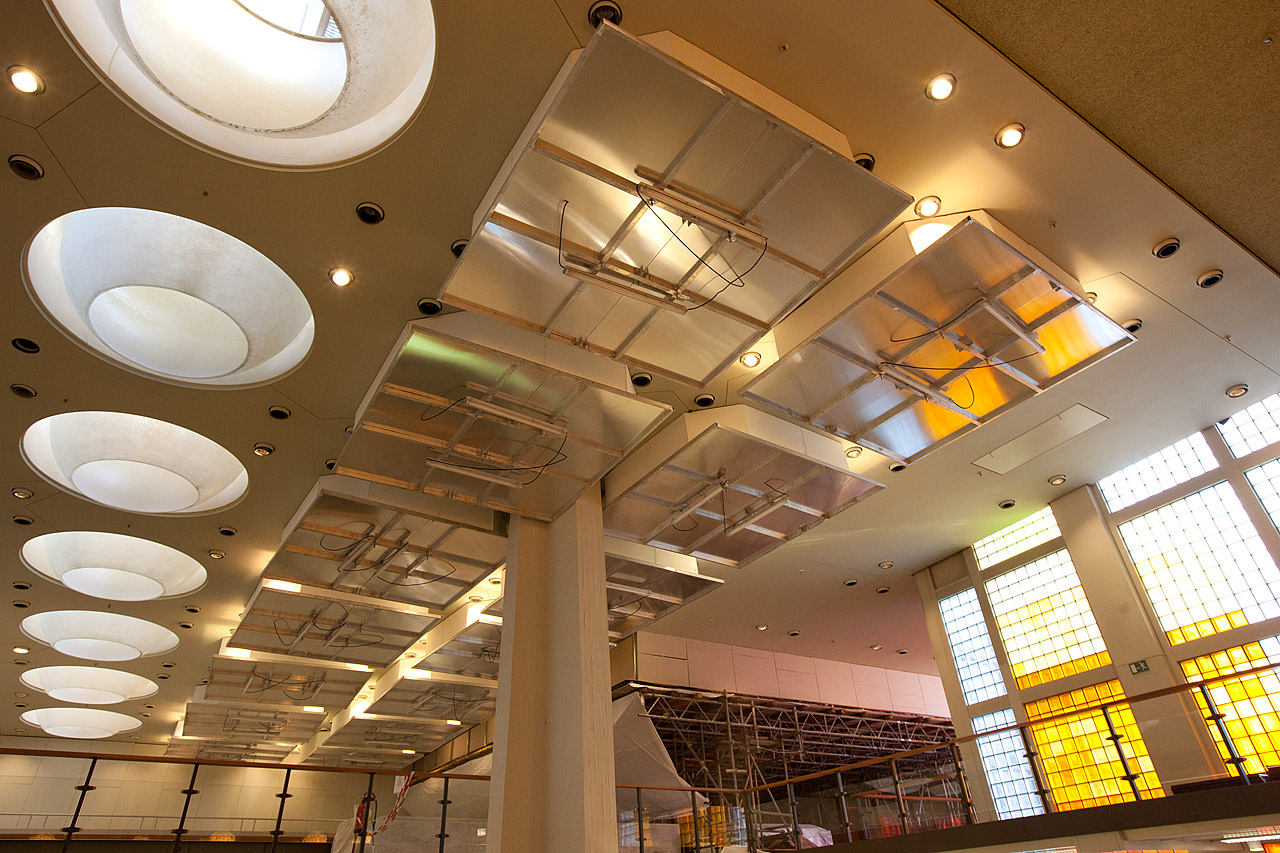
Die zur Sanierung abgedichteten Lichtkalotten im Lesesaal, 2011

- Ab 2006 findet eine Asbestsanierung des gesamten Gebäudes statt. Durch die Entscheidung, das Gebäude dafür nicht zu schließen, sondern die Arbeiten im laufenden Betrieb vorzunehmen, liegen Kosten und Bauzeit naturgemäß über dem üblichen Rahmen. Die Sperrung des Hochmagazins im Jahr 2010 führte zu Einschränkungen in der Verfügbarkeit von Beständen, was sich in den Benutzerzahlen deutlich bemerkbar machte (durchschnittlich nur rund 25.000 angemeldete Benutzer gegenüber rund 35.000 in den Jahren 2009 und 2011). Auch im Lesesaal waren durch die Sanierung der Lichtpyramiden und der Lichtkalotten (siehe Abschnitt → Lesesaal) phasenweise unterschiedliche Bereiche nicht zugänglich. Bei der Sanierung wurde unter anderem auch die aufwendige Klimatechnik auf den neuesten Stand gebracht (siehe auch Abschnitt → Haustechnik).
- Im September 2019 teilte die Stiftung Preußischer Kulturbesitz mit, dass das Gebäude in den folgenden Jahren durch die Architekten von Gerkan, Marg und Partner (gmp)[21] „denkmalgerecht umgestaltet“ werden soll.[22]

### Neubauten und Erweiterung
Das Magazin kam auch nach Erweiterung in die Tiefgarage 1991 bald an seine Kapazitätsgrenze – eine Entwicklung, die vorher bereits vorausgesehen und dementsprechend eingeplant worden war: Bereits in den 1980er Jahren hatte der Berliner Senat ein Grundstück für einen Erweiterungsbau in der Nähe der Potsdamer Straße reserviert. Die Zusage wurde jedoch trotz Erneuerung im Jahre 1990 nicht eingehalten; stattdessen fielen die Pläne dem umstrittenen Verkauf des Areals an Daimler-Benz zum Opfer. Offensichtlich war die debis ursprünglich zwar bereit, anstelle des Theaters am Potsdamer Platz der Staatsbibliothek einen Erweiterungsbau zu stellen, jedoch geriet das Thema im Rahmen der Debatte um die Zusammenlegung von ost- und westdeutscher Staatsbibliothek (bei der damals auch die Weiterführung des Hauses Unter den Linden in Frage gestellt wurde) zu einem Politikum, so dass von einem Neubau abgesehen wurde. Wegen des nicht mehr möglichen Neubaus im direkten Umfeld wurde schließlich ein externes Außenmagazin in Friedrichshagen geplant (siehe auch Haupt-Artikel zur Staatsbibliothek zu Berlin).

### Zwischen Aus- und Überlastung
Während bei der Eröffnung noch Befürchtungen bestanden, dass die Kapazität des Lesesaals überdimensioniert sei und dieser verwaist bleiben könnte, stiegen die Besucherzahlen immer weiter an, auf dem Höhepunkt (2003/4) wurde die offizielle Auslastungsgrenze der Lesesaal-Bereiche (850 Personen) überschritten. Zu den Hoch-Zeiten nahmen Benutzer bisweilen auf den Treppen Platz, weil keine Tische mehr verfügbar waren, der Einlass wurde wegen Überfüllung gesperrt und neue Besucher fanden nur im „Austausch“ mit das Gebäude verlassenden Einlass. Die Lage entspannte sich, als in Berlin nach und nach die Neubauten der größeren Universitätsbibliotheken öffneten: die Naturwissenschaftliche Bibliothek der Humboldt-Universität in Adlershof (2003), die Zentralbibliothek der TU und UdK Berlin (2004), die Philologische Bibliothek der Freien Universität Berlin (2005) und das Jacob-und-Wilhelm-Grimm-Zentrum der Humboldt-Universität (2009).
Im Jahre 2006 wurde die Tageskarte abgeschafft; seitdem werden für die Bibliotheksbenutzung nur noch Monats- und Jahreskarten angeboten. Hiermit sind vorwiegend Sicherheitsüberlegungen verbunden; man möchte registrierte Benutzer haben.
Die Zahl der angemeldeten Benutzer (d. h. Benutzer mit einer Jahres- oder Monatskarte) ist von einem Monatsdurchschnitt von rund 45.000 im Jahre 2004 wieder auf etwa 35.000 im Jahre 2011 zurückgegangen. Im Jahre 2011 zählte das Haus rund 3.500 Besucher pro Tag, die maximale Auslastung des Lesesaalbereichs erreicht im Durchschnitt um die 500 Besucher.

## Architektur
Angeblich sagte Scharoun in der Nacht vor der Abgabe der Wettbewerbsmaterialien zu seinen Mitarbeitern, die immer noch Änderungen und Verbesserungen an Details vornehmen wollen: „Lasst doch! Die Idee trägt ja.“ Mit seiner Einschätzung sollte er recht behalten. Das Gebäude gilt heute trotz seiner Mängel vielen immer noch als Referenzbau für Bibliotheksarchitektur. This building is a miracle! soll der italienische Architekt Renzo Piano gesagt haben, als er 2006 das Haus Potsdamer Straße besichtigte.

### Lage
Das Gelände um das Kulturforum ist „historisch kontaminiert“: Hier sollten Teile von Albert Speers Vision der „Welthauptstadt Germania“ umgesetzt werden. Die Gegend um die Matthäikirche herum war bis zur Mitte der 1930er Jahre noch dicht bebautes Wohngebiet, das aber fast komplett abgerissen wurde, um Platz für die von Speer geplanten Strukturen zu schaffen. Als erstes und einziges Gebäude wurde dann (ungefähr an der Stelle der heutigen Neuen Nationalgalerie) das Haus des Fremdenverkehrs gebaut, an dem die Arbeiten kurz vor der Fertigstellung 1942 eingestellt wurden. Das Gebäude sollte Bestandteil der Nord-Süd-Achse werden, die sich an dieser Stelle zum sogenannten Runden Platz erweitern sollte, zu dem auch die Potsdamer Straße ursprünglich führte. 1964 wurde die Ruine abgerissen, ein Mauerbruchstück des Gebäudes ist heute im südlichen Innenhof der Staatsbibliothek zu besichtigen.

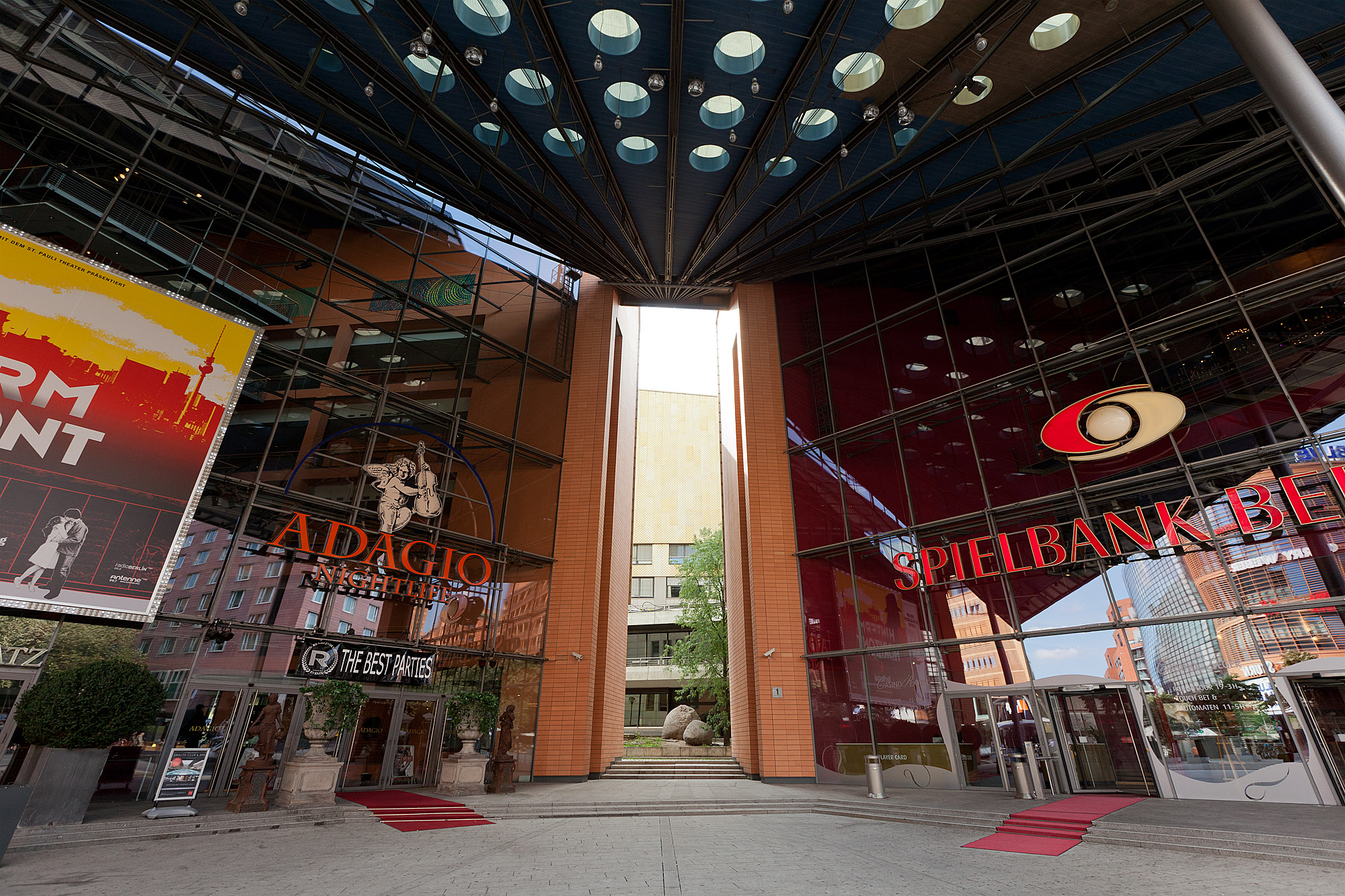
Durch den Spalt zwischen Theater und Spielbank ist die Rückseite der Staatsbibliothek zu sehen

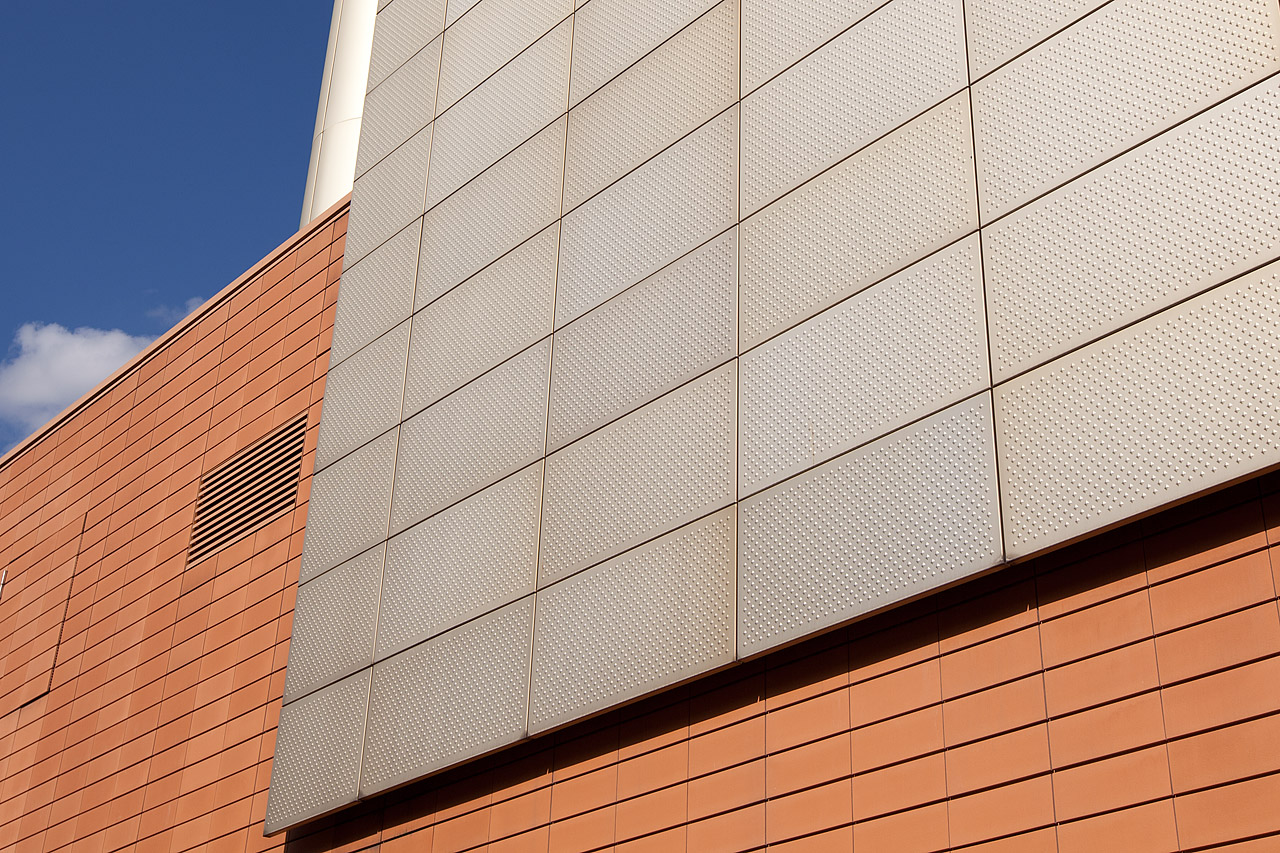
Die eloxierten Aluminiumplatten an der Rückfassade der Spielbank nehmen Bezug auf die goldfarbene Außenhaut des Magazins der Staatsbibliothek

Zur Zeit der Ausschreibung des Architektenwettbewerbs für die Staatsbibliothek war das Gelände um die Matthäuskirche weitestgehend Brachland. Die Position des Baugrundstücks der Staatsbibliothek ist bewusst gewählt: Das Grundstücksdreieck der Wettbewerbsausschreibung wurde von den damaligen Stadtplanern mitten auf den Straßenverlauf der ursprünglichen Potsdamer Straße gelegt. Diese führte damals (zu Zeiten der Berliner Mauer) zwar ins Nichts, allerdings wäre diese nach den „Germania“-Plänen eine der Zubringerstraßen für den „Runden Platz“ gewesen. Mit dem Bau der Staatsbibliothek wurde die Potsdamer Straße auf ihre heutige Führung umgelegt und der übrigbleibende Teil in Alte Potsdamer Straße umbenannt. Scharoun nahm auf diesen Umstand auch gestalterischen Bezug, indem er das Gebäude wie einen Riegel in den Weg des alten Straßenverlaufs stellte – mit dieser bewussten Zerstörung des alten Straßenrasters wollte Scharoun mit der NS-Vergangenheit der Stadt brechen und den kulturellen Neuanfang auch städtebaulich manifestieren.
Das Theater am Potsdamer Platz und die Spielbank Berlin, die von Renzo Piano entworfen wurden und mit der Staatsbibliothek „Rücken an Rücken“ liegen, referieren auf diesen historischen Umstand: Ein Spalt zwischen den beiden Gebäuden gibt den Blick auf die Rückseite der Staatsbibliothek frei – und erinnert so an die „Blockade“ der (alten) Potsdamer Straße durch das „Bücherschiff“. An ihrer Fassade tragen die Gebäude eine weitere Hommage an den Scharoun-Bau: Über 14.000 m² sind mit eloxierten Aluminiumplatten verkleidet, die in Färbung und Oberflächenstruktur an die goldene Außenhülle der Staatsbibliothek angelehnt sind. Der Blick aus der Staatsbibliothek auf die Rückseite von Spielbank und Theater wird so gewissermaßen zu einem „Blick in den Spiegel“.

### Außenbereich
Das mit fast 230 Metern Länge größte Gebäude von Hans Scharoun erinnert mit seinem keilförmigen Grundriss an einen Schiffsbug. In den Medien wurde es deshalb häufig auch als „Bücherschiff“, „Bücherdampfer“ oder „Ozeanriese“ bezeichnet (oder mit negativer Konnotation als „Schlachtschiff“).
Der Bau wirkt von Weitem zunächst recht massiv. Besonders der große goldene „Bücherrücken“, das 42 Meter hohe Magazin, ist schon aus größerer Distanz wahrnehmbar und sorgt mit seiner fensterlosen Wand auf den ersten Blick für einen eher verschlossenen Eindruck. Nur an einem Ende der Front wird es von vier quadratischen Öffnungen der Glasbausteinwände von Alexander Camaro durchbrochen (siehe Abschnitt Kunst am Bau). Beim Näherkommen wird der Sockel der Struktur erkennbarer und damit die Linienführung deutlicher: Das Magazin wächst aus einer Basis aus fein strukturierten, ineinander verschachtelten Gebäudeelementen heraus, die terrassenartig abgestuft sind. Mit dieser horizontalen Staffelung öffnet sich das von Nord nach Süd verlaufende Gebäude in Richtung Kulturforum und setzt sich so in Bezug zu der – das Gebäude umgebenden – Stadtlandschaft fort.
Auf der Rückseite fällt das Magazin dagegen steil ab. Zur Zeit des Wettbewerbs im Jahr 1963 war hinter dem Gebäude eine Autobahntangente geplant (eine Verlängerung der Westtangente; diese Funktion übernimmt heute der Tunnel Tiergarten Spreebogen TTS). Häufig wird behauptet, das Gebäude sei zu dieser Seite „abgeschirmt“ und besitze auf der Rückseite nur wenige Fenster, was allerdings nicht ganz richtig ist: An dieser Gebäuderückseite befinden sich fast sämtliche Büros der Verwaltung, sodass deren Fenster in Richtung Autobahn ausgerichtet gewesen wären (siehe auch Abschnitt Kritik). Deutlich treffender ließe sich deshalb sagen, dass nicht das Gebäude selbst zur Autobahn abgeschirmt gewesen wäre, sondern dass mit dem Gebäude das Kulturforum zur Westtangente abgeschirmt worden wäre – was wohl auch Scharouns Intention war. Die Jury des damaligen Architektenwettbewerbs lobte explizit den Entwurf dafür, wie exzellent die „Benutzerräume akustisch, optisch und gegen Staubbelästigung“ von der Autobahn abgeschirmt seien (Hervorh. des Verfassers).
Schon von außen deutet sich die Formensprache Scharouns an, bei der selten einfache Rechteckformen zum Einsatz kommen, sondern die sich meist aus einer Mischung von trapezförmigen und vieleckigen Räumen ergibt. Am prominentesten wird dies am Hochmagazin sichtbar, das sich mit seinen Schrägen sowohl in der Draufsicht als auch in der Silhouette dem Eindruck eines rechtwinkligen Kastens widersetzt.
In den gestaffelten Formen ist von außen auch die Gliederung des Gebäudes in Hauptlesesaal und Sondernutzungsbereiche erkennbar; letztere sind entsprechend ihrer Funktion kleinteiliger gehalten. Das Gebäude mündet in den Otto-Braun-Saal, der Kapazität für Veranstaltungen mit bis zu 500 Gästen bietet. Der Saal wurde nach dem Tod Scharouns von Edgar Wisniewski allein konzipiert und baut auf dem gleichen Fünfeck-Grundriss auf wie die Philharmonie, was gelegentlich als Hommage Wisniewskis an Scharoun gedeutet wird. Ebenso wie diese besitzt der Saal eine hervorragende Akustik. Unter diesem größeren ist im Untergeschoss ein weiterer Saal mit rund 100 Plätzen „versteckt“, der Simon-Bolivar-Saal. Beide Säle werden vor allem auch für Veranstaltungen des Ibero-Amerikanischen Instituts genutzt. Der Bereich verfügt über einen separaten Eingang und Foyer, die sich mit einer einziehbaren Wand aus Glaselementen auch vom Rest des Eingangsfoyers der Bibliothek abtrennen lassen.
Durch die „Verschachtelung“, die horizontale Fächerung und die aufbrechenden Flächen der Außenstruktur verfügt das Gebäude nicht über eine „Fassade“ im traditionellen Sinn – ein Merkmal, das nicht untypisch für Scharouns Entwürfe ist: Von seinen Studenten auf seine Meinung zur (in der Endphase aus Kostengründen modifizierten) Fassade seiner Philharmonie angesprochen, soll er zurückgefragt haben: „Hat sie denn überhaupt eine?“

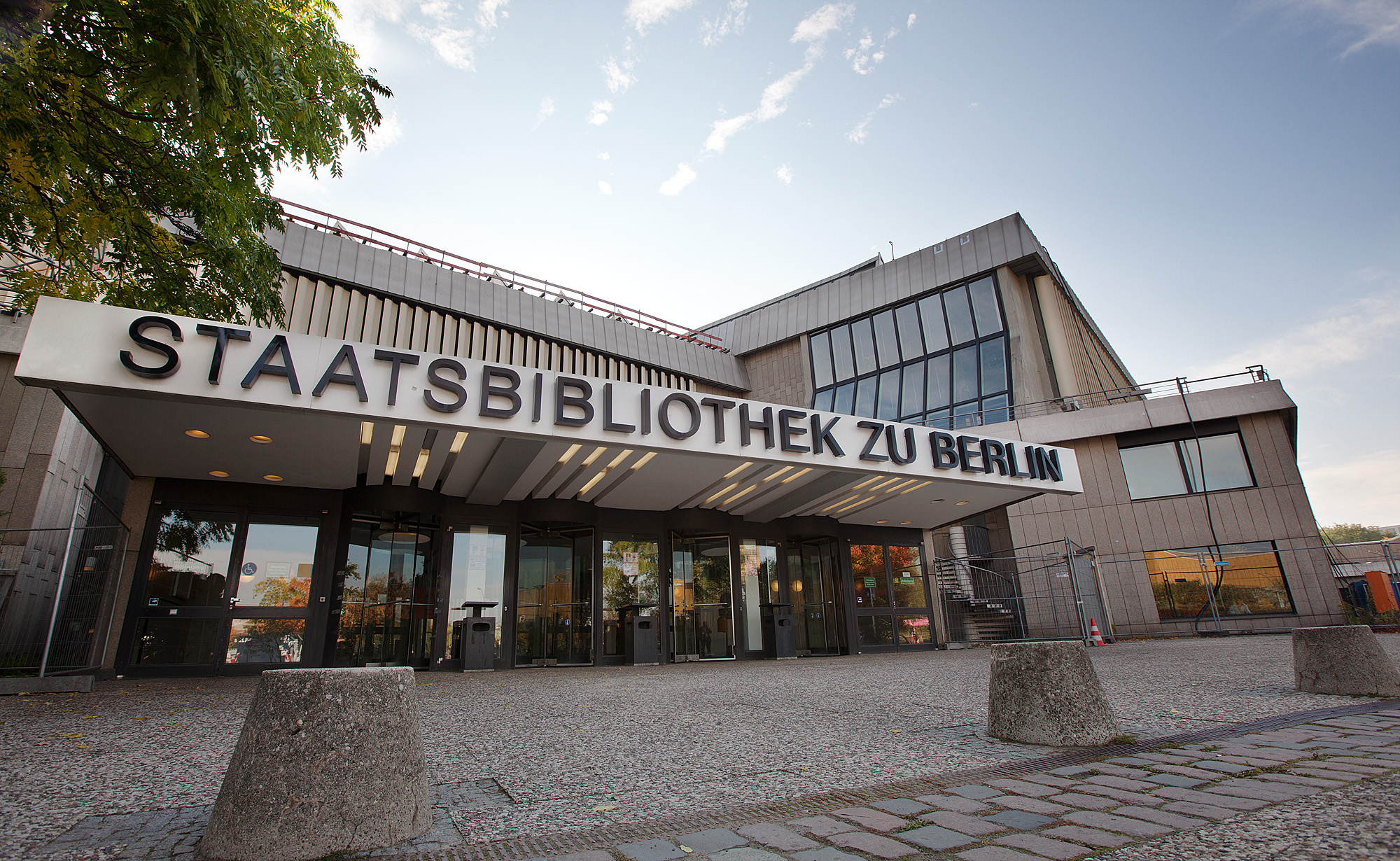
Eingangsbereich von außen

Scharoun hatte eine tiefe Abneigung gegen den Gestus überflüssiger Repräsentation, was auch am Gebäude der Staatsbibliothek zum Ausdruck kommt: Trotz der ausgedehnten Dimensionen wirkt das Gebäude nicht durch seine Größe. Der Eingang und das Foyer sind bescheiden gehalten und verzichten bewusst auf die Ehrfurcht gebietende Architektursprache des klassischen Bibliotheksbaus. Scharouns diesbezügliche „Zurückhaltung“ ging so weit, dass die Staatsbibliothek ursprünglich keine von weitem sichtbare Beschriftung am Eingang trug, weshalb Besucher nicht selten Schwierigkeiten hatten, den Eingang zu finden. Erst 2001 wurde der beleuchtete Schriftzug am Vordach angebracht, als die architektonische Konkurrenz der Neubauten am Potsdamer Platz eine Beschriftung notwendiger denn je machte. Auch die Beschriftungen an den Eingängen zu den Veranstaltungssälen (Otto-Braun-Saal, Simon-Bolivar-Saal) wurden erst in diesem Zug angebracht.

### Goldene „Außenhaut“ des Magazins
Die Verkleidung des Magazins besteht aus gold-eloxierten Aluminiumplatten, die auch schon bei der Philharmonie geplant waren (aber erst später angebracht wurden, siehe Abschnitt Ähnlichkeiten zur Berliner Philharmonie) und mit denen Scharoun das Anliegen verfolgte, „symbolhaft auf den Schatz der Bibliothek zu verweisen“. Die Oberfläche der Platten besitzt eine Pyramidenstruktur. Die Fassadenverkleidung war in der heutigen Form eigentlich gar nicht abgeschlossen: Die ursprüngliche Planung sah vor, dass darüber mit etwa zwei Zentimetern noch eine transluzente Verschalung angebracht werden sollte, die im Zusammenspiel mit dem golden reflektierenden Aluminium weiche, atmosphärische Strukturen ergeben hätte. Weil das Material Brandschutzbestimmungen genügen musste und man mit GFK keine Erfahrungen bezüglich des Alterungsverhaltens hatte, hätte eine Sprühflutanlage installiert werden müssen. Wegen der hohen Kosten wurde diese „zweite Haut“ schließlich wieder gestrichen. Wie diese ausgesehen hätte, kann heute an der gegenüberliegenden Philharmonie betrachtet werden: Die nachträglich angebrachte Fassadenverkleidung wurde dort mit den Polyesterhauben versehen. Der einige Jahre nach der Fassadenrenovierung errichtete Kammermusiksaal dagegen verfügt nicht über dieses Detail, sodass sich dort die Wirkung sehr gut vergleichen lässt.

### Innenbereich
„Die Grundlage für die Planung ist in erster Linie die Beachtung des Humanen und erst in zweiter des Organisatorischen“, sagte Scharoun – für ihn stand der Mensch im Mittelpunkt seiner Architektur. So setzt sich die Zurückhaltung des Eingangsbereiches auch im Innenraum fort: Laut seinem Partner Edgar Wisniewski war es „ein Anliegen, das historische Pathos der Kuppelform zu vermeiden“, und stattdessen einen Raum zu schaffen, der „die Freiheit einer Landschaft assoziiert“. Diese Metapher der Leselandschaft hat sich inzwischen ebenso etabliert wie die des Bücherschiffs (siehe Abschnitt Außenbereich).

#### Foyer
Der für die Benutzer öffentliche Bereich erstreckt sich über zwei Ebenen (Eingangsfoyer und Lesesäle), die über zwei seitlich gelegene Treppen verbunden werden, welchen ein besonders gelungenes Stufenmaß zugeschrieben wird: Die Presse schrieb bei der Eröffnung von „majestätischen Treppen“ (FAZ), auf denen man schreite „wie zu einem Staatsempfang“ (Deutsche Zeitung). Als Zwischenebene fungiert das Ostfoyer, das unter dem Magazin liegt und mit seiner Höhe von drei Stockwerken (19 Meter) dessen massive Größe andeutet. In der Mitte des Ostfoyers findet sich ein ursprünglich nicht geplanter Durchbruch zum Lesesaal, die sog. „Borngasse“. Der Name stammt vom vormaligen Generaldirektor Ludwig Borngässer, der diese dritte Treppe veranlasst hatte, um Umwege zu sparen.

#### Säle
Für Veranstaltungen stehen zwei Säle zur Verfügung. Der Otto-Braun-Saal und der Simón-Bolívar-Saal.

#### Lesesaal

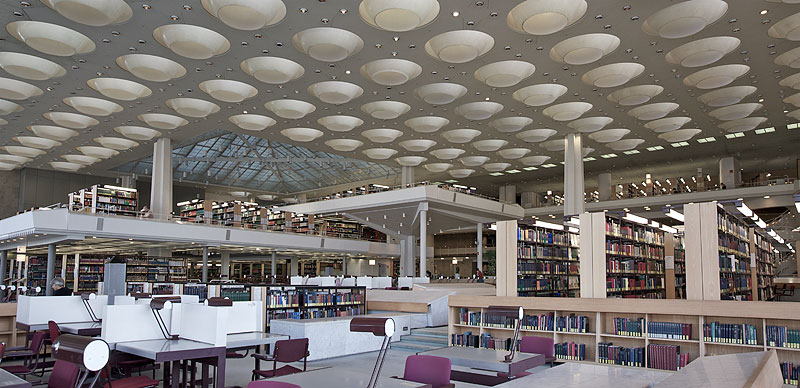
Hauptlesesaal, Blick von der Fensterfront

Die „Leselandschaft“ wird geprägt von terrassenartigen Emporen, welche sich ineinander staffeln und über Freitreppen miteinander verbunden sind, bei denen es sich zum Teil um „kleine statische Meisterwerke“ handelt. Die Arbeitsplätze und Handapparate sind über alle Ebenen verteilt. Wie schon das Äußere des Gebäudes ist auch die innere Lesesaal-Landschaft in ihrer Staffelung zum Kulturforum ausgerichtet, im Erdgeschoss des Lesesaals (auf das Gebäude bezogen: 2. OG) fällt der Fußboden in mehreren Stufen sanft zum Forum ab. Durch die unterschiedlichen Höhen und Ebenen der einzelnen Bereiche ergeben sich immer wieder neue Raumeindrücke, der Raum wird in Gruppen unterteilt und bleibt dabei doch großzügig, offen und transparent. „Der Mensch erfährt die Größe des Objekts und gleichzeitig Intimität“, wie Scharoun sagte.
Eine raumhohe Fensterfront öffnet den Lesesaal nach draußen, wo sich die Terrassenstruktur fortsetzt (siehe Abschnitt Außenbereich). Im Bereich der Fenster leistet sich der Lesesaal den „Luxus“ niedriger Bücherregalhöhen, was zusätzlich ein offenes Raumempfinden unterstützt. Die Lichtarchitektur sorgt für eine gute Durchdringung des Saals mit Tageslicht: Die Decke verfügt über vier Lichtpyramiden, die im Lesesaal jeweils das Zentrum für kleinere Lichthöfe bilden. Das Dach ist in Sheddach-Struktur aufgebaut, welche aus dem Lesesaal jedoch nicht direkt sichtbar ist; eine eingezogene Zwischendecke, die mit 200 sogenannten Lichtkalotten versehen ist, sorgt dafür, dass im Saal nur diffuses indirektes Tageslicht ankommt. Die Kalotten, deren Entwicklung ein ganzes Jahr dauerte, prägen mit ihren je 2,5 Metern Durchmesser ganz entscheidend das Erscheinungsbild des Lesesaals.
Vor der Fensterfront wurden wegen der Ausrichtung nach Westen große vertikale Lamellen als Sonnenschutz angebracht, die nach Sonnenlichteinfall drehbar sind. Ursprünglich war hier geplant, dass die Lamellen auch vor den Fassadenstützen zusammengefahren werden konnten, was aber aus Kostengründen nicht realisiert wurde. Auch wurden in den Lichtpyramiden nicht die angedachten zusammenfahrbaren Lamellen verbaut, sondern eine feststehende Sonnenschutzkonstruktion, wodurch der Lichteinfall deutlich geringer ist als in den Entwürfen vorgesehen.
Die Entwürfe des in Bremerhaven aufgewachsenen Scharoun sind bekannt für stilistische Anleihen beim Schiffbau, was auch im Bau der Staatsbibliothek durchschlägt: Am offensichtlichsten wird dies an den zahlreichen Referenzen an das Bullauge, wie runden Wanddurchbrüchen und -ausschnitten, oder den Bullaugenfenstern bei den sogenannten Carrels, den Kabinen mit Einzelarbeitsplätzen. Aber auch die Elemente der „Leselandschaft“ lassen sich mit nautischer Ästhetik assoziieren; die Lesesaalebenen wurden schon als „Promenadendecks“ mit Reling interpretiert, das Hochmagazin als „Riesenschornstein“.

#### Verwaltungsbereich
Benutzer- und Bibliothekarbereich sind im Gebäude entlang der Längsachse strikt getrennt. Die beiden Bereiche unterscheiden sich voneinander nicht nur räumlich, sondern auch architektonisch, was häufig Ziel von Kritik ist (siehe Abschnitt Kritische Würdigung und Ausstrahlung).
Scharoun, für den die Abbildung eines Vorgangs das Mittel zur architektonischen Gestaltfindung war, erarbeitete die Grundrissstruktur aus dem Vorgang eines Buchneuzugangs. So entstanden die Raumfolgen auf dem „Weg des Buches“: Im Norden befindet sich die Poststelle, von wo aus das Buch das Gebäude entlang Akzession, Katalogisierung, Fachbereiche und Einbandstelle durchläuft und schließlich das Magazin erreicht. Das Zentrum des Traktes bildet ein Großraumbüro, das mit 100 Metern fast so lang ist wie der zentrale Lesesaal (125 m). Grund für die Wahl dieses heute nicht mehr sehr beliebten Raumkonzepts war die Intention Scharouns, bei einem hohen Volumen an Neuzugängen die Zusammenarbeit zu erleichtern. Parallel verläuft ein langer Gang, der die einzelnen Abschnitte des Großraumbüros von außen zugänglich macht; wegen seiner stereotypen Verwaltungsbau-Ästhetik wird dieser Gang von den Mitarbeitern auch scherzhaft „Beamtenlaufbahn“ genannt.

### Ähnlichkeiten zur Berliner Philharmonie
Insbesondere der Benutzerbereich weist in einigen Details starke Ähnlichkeiten zu der etwa zehn Jahre zuvor entworfenen Philharmonie auf. Dazu gehören beispielsweise die Treppengeländer, der Fußboden im Foyer, die farbigen Glasbausteinwände, die Philharmonieleuchte (siehe auch Abschnitt Kunst am Bau) sowie die goldene Verkleidung der Fassade. (Die Philharmonie erhielt hingegen erst in den 1980er Jahren ihre goldene Verkleidung: Zwar war sie ursprünglich von Scharoun vorgesehen, aus Kostengründen wurden die Wände dann allerdings zunächst nur ocker gestrichen.)

## Kunst am Bau
Scharoun hatte die Beteiligung bildender Künstler zur Ausgestaltung architektonischer Details bereits früh geplant. Es handelt sich dabei daher nicht um isoliert geschaffene Kunstwerke, die der Architektur „hinzugefügt“ wurden, sondern (wie häufig bei Scharouns Bauwerken) um in konzeptioneller Zusammenarbeit mit dem Architekten geplante Bestandteile des Gebäudes.
Darüber hinaus reservierte Scharoun am Bau auch mehrere Flächen und Räume, deren Gestaltung später durch Wettbewerbe zu bestimmen sein sollte.

### Künstlerische Ausgestaltung architektonischer Details
Bei der künstlerischen Ausgestaltung architektonischer Details verließ sich Scharoun auf Künstler, mit denen er bereits früher (u. a. auch im Rahmen des Baus der Philharmonie) zusammengearbeitet hatte:

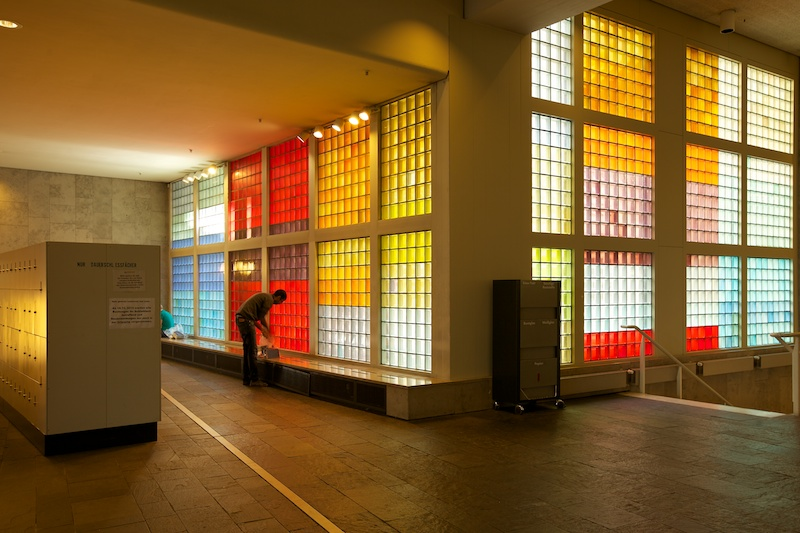
Die Glasbaustein-Wand in der Eingangshalle von Alexander Camaro

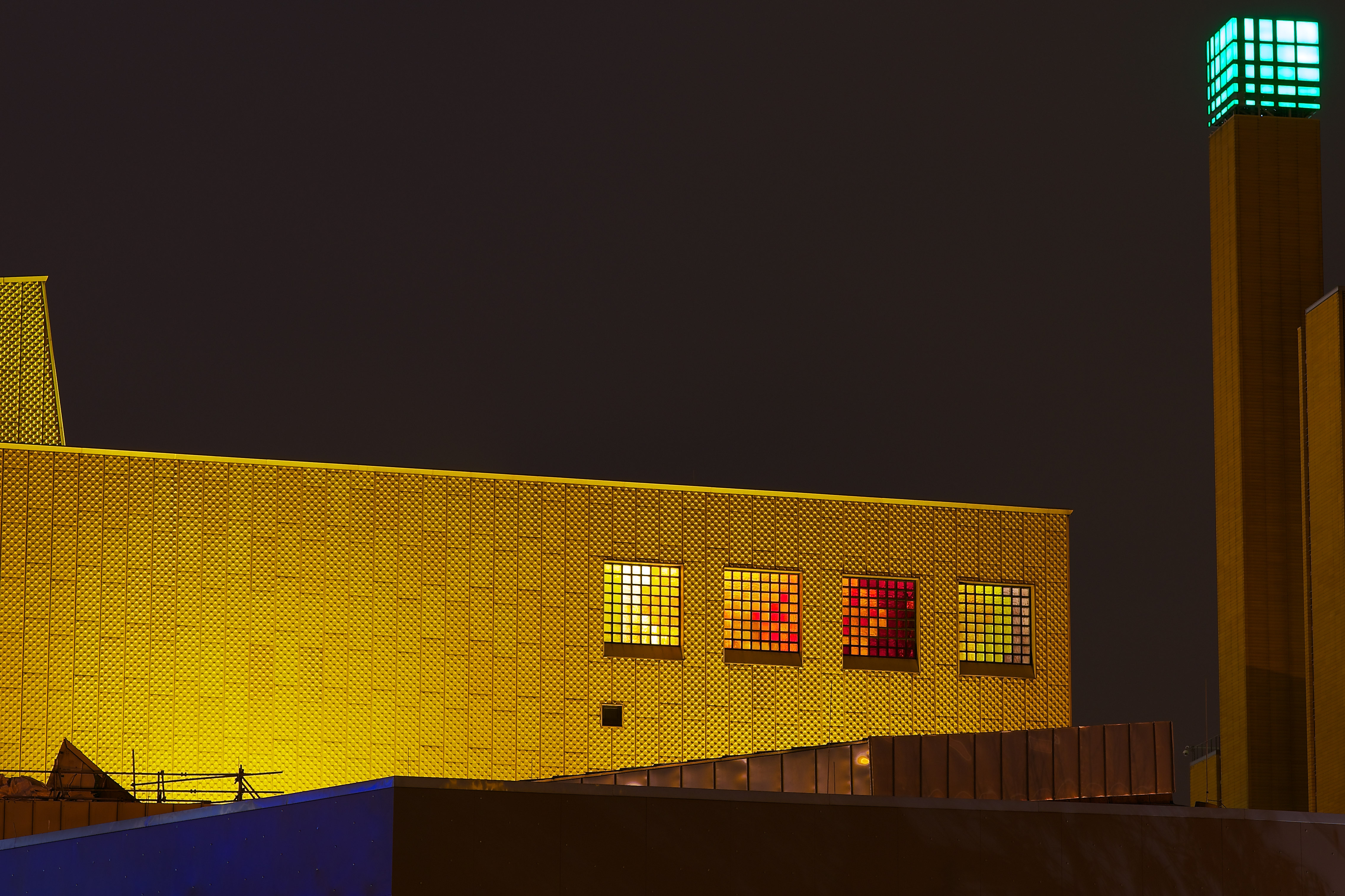
Die „Fenster“ am südwestlichen Ende des Hochmagazins bei Nacht

- Alexander Camaro (1901–1992) gestaltete die farbigen Glasbausteinfenster in Eingangshalle, Lesesaal, Ostfoyer und der Westseite des Hochmagazins. Im Eingangsbereich und Lesesaal bestehen die Wände aus quadratischen Glasbausteinen, die zu Farbflächen zusammengefügt werden. Auffällig ist hierbei, dass diese Flächen sich über die Teilung durch die mehreren Fensterrahmen hinwegsetzen. Im Foyer im Erdgeschoss kommen Rot-, Orange, Gelb- und Blau-Töne zum Einsatz, im Lesesaal fallen die kälteren Blau-Töne zugunsten eines wärmeren Violett-Tons weg.
Die Farbglaswände im Ostfoyer dagegen sind in einer anderen Technik hergestellt: Runde Glasbausteine wurden zusätzlich mit farbigem Glas beklebt und in Beton eingebettet, die so entstandenen bereits fertigen Felder (15 Stück) wurden dann in eine Stahlrahmenkonstruktion gesetzt. Als Farben findet man hier Rot-Abstufungen (Dunkelrot, Rosé, Violett, Grau) und, „kontrapunktisch“[49], ein Türkisgrün.
Die Fenster am Hochmagazin haben keine eigentliche „Fensterfunktion“; sie lassen kein Licht in die Räume, sondern sind von innen beleuchtet und leuchten somit nur nach außen. Die Assoziationen können hier von „Edelsteinen“ (im Zusammenhang mit der goldenen Außenhülle) bis hin zu „Leuchtreklame“ reichen.[49]

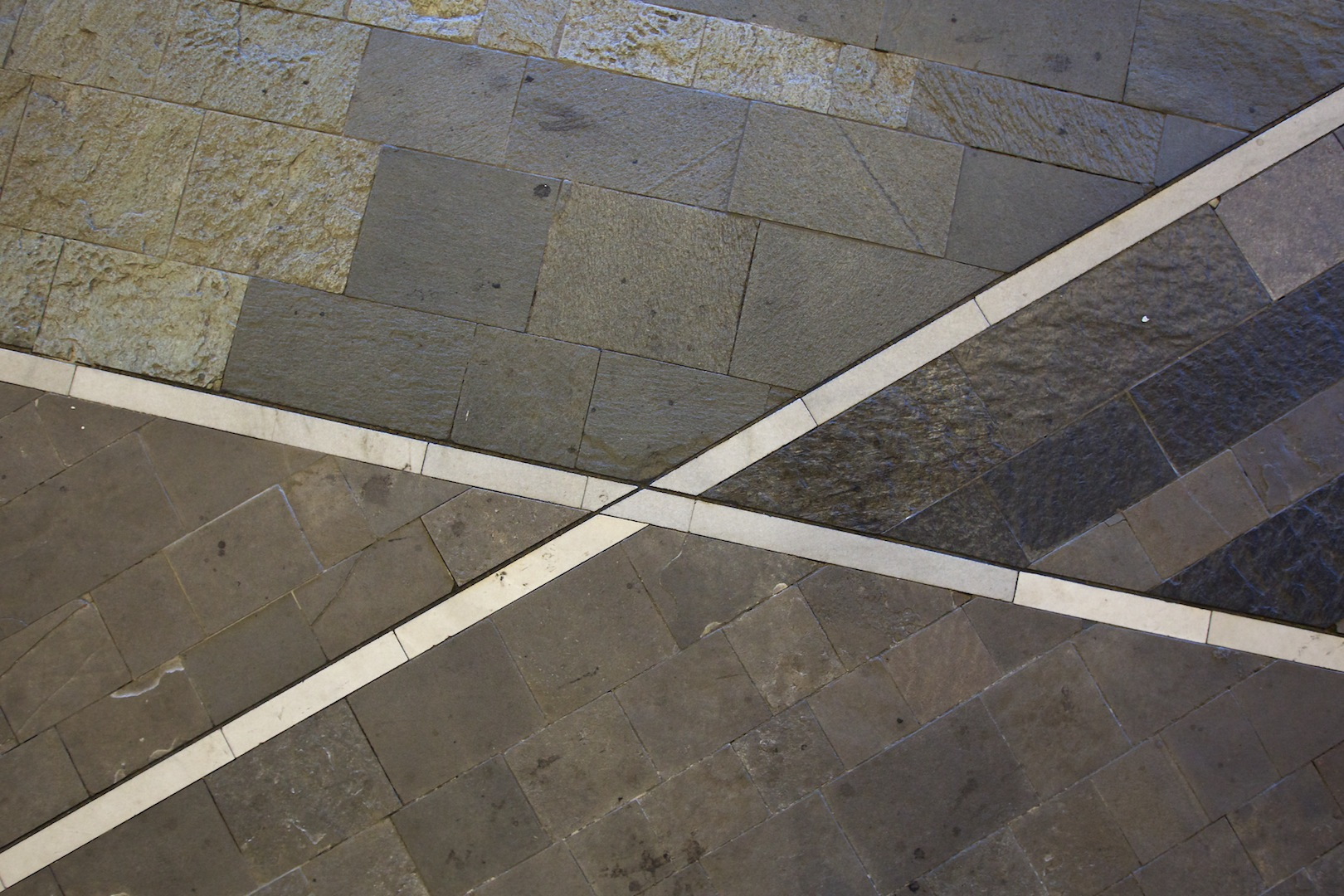
Zusammenspiel der verschiedenen Gesteinsarten im Fußboden des Foyers, gestaltet von Erich Fritz Reuter

- Erich Fritz Reuter (1911–1997) übernahm die Gestaltung des Fußbodens im Eingangsfoyer. Der Naturstein-Boden besteht aus Schiefer und Quarziten aus der Polarregion (Rembrandt-Quarzit, Otta-Phillyt, Fossum-Quarzit und Alta-Quarzit[50]) und kombiniert so verschiedene Schwarz-, Grau- und Erd-Töne. Die Flächen werden durchzogen von Linien aus weißem Carrara-Marmor. Durch das Gegeneinandersetzen der verschiedenen Farbnuancen der Materialien, die in spitzen Winkeln die Fläche durchteilenden weißen Linien und den Bruch der Laufrichtungen der rechteckigen Platten an den Linien entsteht ein subtiles Spiel mit der Wahrnehmung des Betrachters, dem sich die besondere Beschaffenheit des Bodens häufig erst auf den zweiten Blick erschließt.

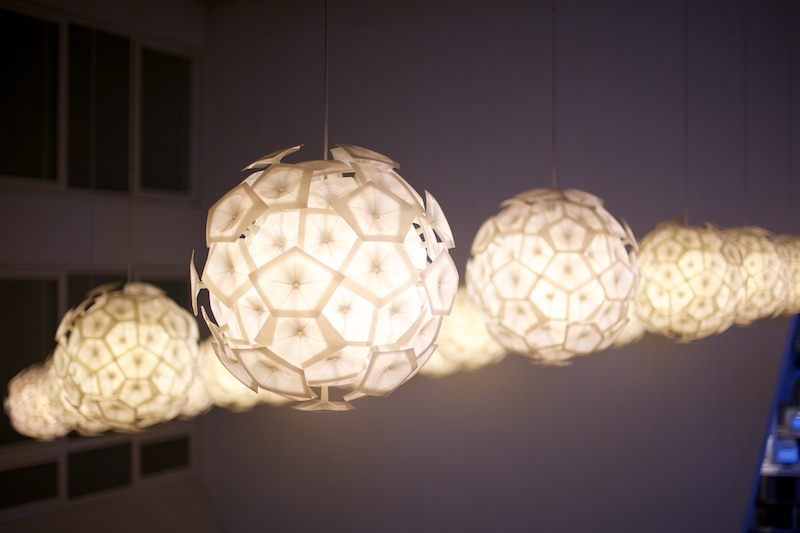
Die „Philharmonieleuchte“ von Günter Ssymmank im Treppenaufgang

- Günter Ssymmank (1919–2009) ist der Gestalter der Philharmonieleuchte I, die er 1959 für das Foyer der Philharmonie entwarf.[51] Auch die beiden Haupttreppenaufgänge der Staatsbibliothek sind mit insgesamt 62 Stück dieser Leuchten ausgestattet. Jede Leuchte besteht aus 72 Pilz- und Trägerelementen unterschiedlicher Größen sowie aus 180 Stegelementen. Die Pilzelemente überlappen sich in vier Ebenen und erzeugen so eine geschlossene Oberfläche, die für eine diffuse Lichtverteilung sorgt. Ursprünglich wurden die Elemente aus dem damals gerade neuentwickelten Polyamid gefertigt, das allerdings mit der Zeit vergilbt; 1984 wurden die Lampen deshalb demontiert. Inzwischen können die Lampen aus Plexiglas hergestellt und auch nicht mehr verklebt, sondern verschraubt werden. Diese neue Version wurde 1989 wieder installiert.[52] Die Leuchten sind in ihrer Position fixiert und können nicht auf den Boden heruntergelassen werden, was die Wartung recht aufwendig macht: Zum Austausch der Leuchtmittel muss so jedes Mal ein Gerüst auf der Treppe errichtet werden. Die Leuchte ist inzwischen Bestandteil der Sammlung des Museum of Modern Art.
Darüber hinaus gestaltete Günter Ssymmank auch die Glasfront des Wechselausstellungsraumes im Foyer. Die zwölf Glasplatten, die auf den ersten Blick gleich erscheinen, sind bei genauerer Betrachtung jedoch jeweils einzigartig: Jede Glasfläche weist eine andere Oberflächenstruktur auf. Die einzelnen Flächen stehen zudem nicht plan nebeneinander, sondern sind in wechselnden Winkeln wie ein Vorhang gegeneinander versetzt.
- Hermann Mattern (1902–1971) war einer der verantwortlichen Gartenarchitekten. Scharoun arbeitete mit ihm schon sehr lange (bereits beim Haus Schminke, 1933) zusammen. Nach dem Tod von Mattern übernahm Günter Nagel dessen Aufgabe.

### Künstlerische Ausgestaltung reservierter Flächen
- Erich Hauser (1930–2004) gewann 1977 den Wettbewerb für die Gestaltung eines großformatigen Wandbildes im Ostfoyer. Scharoun hatte für diesen Platz in seinen Plänen nur den Hinweis notiert: „wie Schlemmer“.[53]
- Ansgar Nierhoff gestaltete die Skulpturenkomposition Bastion (1980) in der Gartenanlage vor dem Lesesaal. Sie besteht aus drei quadratischen Stahlsäulen mit dazugehörigen mit Granit ausgekleideten Gruben. Die drei Elemente beziehen sich auf die Gebäude am Kulturforums: Neue Nationalgalerie, Philharmonie und Staatsbibliothek.
- Hans Wimmer (1907–1992) fertigte die Bronzeskulptur Pferdekopf (1981/82) vor dem Ibero-Amerikanischen Institut. Das ursprünglich für die Skulpturenterrasse geplante Werk trägt auf der rechten Seite die Inschrift ILION, der altgriechischen Bezeichnung für die Stadt Troja, welche in der griechischen Mythologie mit Hilfe des Trojanischen Pferdes erobert wurde.
- Günther Uecker (1930–2025) schuf die Wassertropfskulptur vor dem Treppenaufgang zum Kartenlesesaal. Das Kunstwerk wurde 1981 installiert, hat jedoch nie länger als etwa zwei Wochen störungsfrei funktioniert, so dass es nach mehreren Versuchen schließlich außer Betrieb gestellt wurde. Die Fehlplanung des Künstlers zieht bis heute den Spott der Mitarbeiter auf sich. In den frühen 1990er Jahren war auf einem Schild vor der Skulptur ein selbst verfasstes Gedicht des damaligen Leiters der Haustechnik zu lesen:

„Lieber Gast; komm her und schau

dieses Ding ist Kunst am Bau

Bisher schon öfters repariert

hat es noch niemals funktioniert

Ist es zum Heulen oder Lachen

was kann man mit dem Ding bloß machen

am besten man stellt diesen Tempel

zu anderem nicht genutzten Krempel.“
Ursprünglich hatte das Konzept der Skulptur sowie auch deren ästhetische Einbindung in seine Umgebung die zuständige Jury sehr überzeugt. Scharoun selbst hatte sich für den Ort im Hauptlesesaal eine „moderne Athena“ vorgestellt, welche Edgar Wisniewski mit der tempelartigen Form von Ueckers Wassertropfenskulptur indirekt verwirklicht sah. Der Künstler beschrieb Konzept und Idee seines Entwurfes damals folgendermaßen: „Die Skulptur besteht aus zwei runden Wasserbecken von 3 Meter Durchmesser. Die Wasserbecken befinden sich untereinander. Das obere Wasserbecken wird von 6 Säulen gestützt. Die Konstruktion ist aus Bronze gefertigt. Vom oberen, stillen Wasser tropft aus dem Mittelpunkt des Beckens ein Wassertropfen in das untere Becken. Durch den Aufprall des Tropfens entstehen Wellenringe, die zum äußeren Beckenrand und zurück zum Mittelpunkt verlaufen.“
In der Praxis bildeten sich allerdings schnell Algen im Wasser, die nach kurzer Zeit die winzige Düse des oberen Beckens verstopften. Der Zusatz von Chemikalien reduzierte dagegen die Oberflächenspannung des Wassers zu stark, so dass sich keine zusammenhängenden Tröpfchen mehr bilden konnten – und damit keine Wellen. Auch die Einwirkung von Staub führte zu einem ähnlichen Problem. Auch bei normalem Betrieb des Kunstwerks wäre deshalb ein wöchentlicher Austausch des Wassers erforderlich gewesen – ein für die Haustechnik unzumutbarer Aufwand.
Nach früheren Überlegungen, das Werk an die Nationalgalerie abzugeben, bleibt die Zukunft der Skulptur weiter ungeklärt: Im Jahre 2005 bot der Künstler eine Modifizierung der Technik an, um die ursprünglich angedachte Funktionsfähigkeit herzustellen, veranschlagte dafür allerdings eine fünfstellige Summe, so dass das Angebot abgelehnt wurde.
- Bernhard Heiliger (1915–1995) ist der Künstler des Großreliefs Panta rhei im Eingangsfoyer und der Skulptur Constellation.
- Hans Elias (1907–1985) zeichnet verantwortlich für die Prometheus-Skulptur im Lichtschacht zwischen der Nordtreppe und dem Abholbereich im Erdgeschoss.
- Alfred Hrdlicka (1928–2009) schuf die Bonhoeffer-Büste im Eingangsbereich. Sie wurde Ende Januar 2002 enthüllt.

## Kritische Würdigung und Ausstrahlung
Mit Bezug auf ein Zitat von Nietzsche, in dem vom Spazierengehen „in sich selbst“ die Rede ist, sagte der Architekt Holger Kleine 1999:

„Die beglückende Erfahrung, in der Staatsbibliothek in sich selbst spazieren gehen zu können, haben seit zwanzig Jahren Hunderttausende gemacht. Sinnvolleres kann Baukunst nicht erreichen.“

Über die Jahre hat das Gebäude jedoch nicht nur Fürsprecher gefunden. Neben der bisweilen schwärmerischen Zuneigung erfuhr das Haus Potsdamer Straße seit der Eröffnung immer wieder auch ein substantielles Maß an Kritik. „Denkhäßlich“ nannte Renate Künast das Gebäude, bezeichnete es als einen „häßlichen Koloss, den man nicht wieder abreißen kann“ und der ihr „wie eine Blockade im Kopf“ vorkommt, besonders aufgrund der Zerstörung des Verlaufs der Alten Potsdamer Straße (was allerdings keine Wahl Scharouns selbst war). Andere können sich für das Arrangement von Scharouns Bauten am Kulturforum mehr begeistern: „Der Architekt sah das Areal als einen Teich, durch den die Autos wie Fische hindurchströmten und in dem die Bauten wie exquisite Seerosen herumtrieben“, schrieb Niklas Maak in der FAZ.

### Im Spannungsfeld von Ästhetik und Funktionalität
Auch abseits von Fragen des Geschmacks und der Rolle des Gebäudes für das Kulturforum haben sich in der inzwischen über 30-jährigen Betriebszeit diverse Kritikpunkte an dem gefeierten Bauwerk herauskristallisiert. Einer der zentralen Vorwürfe ist, dass bei der Planung an vielen Stellen ästhetische Aspekte vor funktionale gestellt wurden. Konkret werden insbesondere folgende Beispiele genannt:

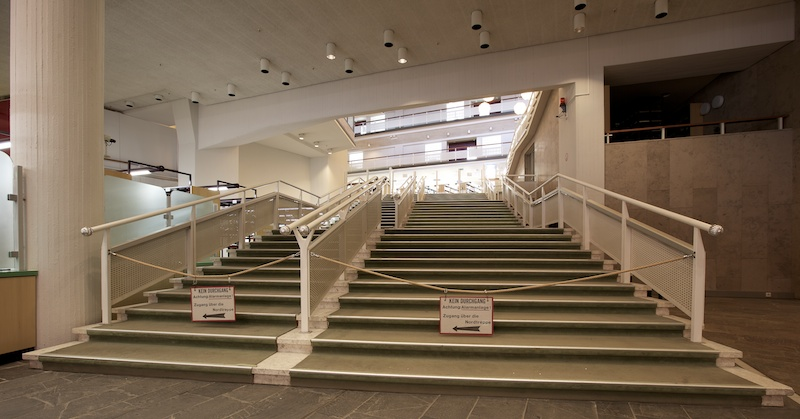
Die bereits seit kurz nach der Eröffnung wieder geschlossene Südtreppe in der Eingangshalle

- Treppenaufgang Süd: Vom Eingangsfoyer zum Lesesaal gibt es zwei symmetrisch angeordnete Treppenaufgänge mit jeweils eigener Eingangskontrolle. Diese Großzügigkeit der Anlage kommt aber niemandem zugute: Der südliche Treppenaufgang wurde aufgrund des zusätzlichen Personalaufwands aus Kostengründen gesperrt und ist seitdem funktionslos.

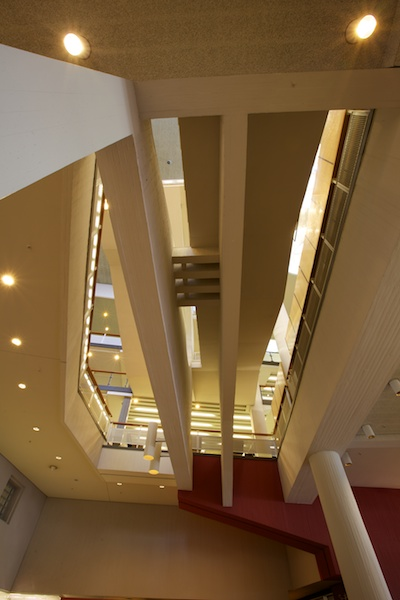
Die offene Gebäudestruktur: Blick vom Treppenbereich der Eingangshalle nach oben, wo die Lesesäle sichtbar sind

- Akustik: Durch die offene Architektur im Inneren des Bauwerks sind die Eingangshalle, das Ostfoyer und die Lesesäle nicht nur visuell, sondern auch akustisch miteinander verbunden. So ist beispielsweise der Naturstein-Fußboden des Eingangsfoyers durch die hohe Geräuschkulisse beim Rollen von Bücherwagen nicht unproblematisch. Inzwischen konnte diese Geräuschbelastung durch den Einbau von Glaswänden zwischen Eingangshalle und Lichthof deutlich reduziert werden.

Das Problem gilt auch in Bezug auf den Lesesaal, in dem beispielsweise die Information von einigen Benutzern als akustischer Unruhepol wahrgenommen wird.
- Barrierefreiheit: Die vielen Stufen und Höhenunterschiede der „Leselandschaft“ stellen für Rollstuhlfahrer besondere Barrieren dar. Ohnehin ist das Gebäude nicht besonders behindertengerecht gestaltet – was auch seiner Entstehungszeit geschuldet ist, zu der noch nicht das heutige öffentliche Bewusstsein und auch nicht die heute gültigen Baunormen für Barrierefreiheit herrschten.
- Nutzung des Ostfoyers: Das Ostfoyer wurde von Scharoun bewusst als reine „Wandelhalle“ vorgesehen, die im Wesentlichen den Zweck des Durchgangsraumes vom Eingangsbereich zum Lesesaal (bzw. den dort liegenden Verwaltungsbüros) erfüllen sollte, und keine Handapparate oder Arbeitsplätze beherbergen sollte. Ob der recht großzügigen Dimensionen des Raumes wird diese Gestaltung gelegentlich als Verschwendung empfunden. Hier gab es in der Vergangenheit bereits von Renzo Piano initiierte Vorschläge, das Gebäude auch vom Marlene-Dietrich-Platz über das Ostfoyer zugänglich zu machen bzw. mit einer Durchwegung zu versehen.[60][61]
- Die offene Raumstruktur: Die Verschachtelung der verschiedenen Ebenen mit den verschiedenen Handbereichen ist für manchen neuen Benutzer schwierig zu erfassen. Zusätzlich existiert der Vorwurf, dass die offene Architektur zu sehr zum „Spazierengehen“ und Erkunden einlädt – und damit für in einem Bibliotheksgebäude unerwünschte Unruhe sorgt.
- Die Aufteilung in „zwei Welten“: Das Gebäude trennt die Bereiche von Bibliothekaren und Benutzern nicht nur in Nord-Süd-Richtung strikt räumlich, sondern auch stilistisch: Während der Lesesaal und die Benutzerbereich für ihre helle und offene Raumgestaltung berühmt sind, erfüllen die Bereiche für die Bibliothekare ihrerseits die Klischees der Verwaltungsarchitektur mit Gängen, Winkeln und Ecken (siehe auch Abschnitt Architektur). Insbesondere der Nordtrakt des Gebäudes besitzt Etagensprünge und Verbindungen, die einerseits unintuitiv und schwer einprägsam sind, andererseits den Buchtransport auf Bücherwagen unnötig erschweren und die Aufzugsbenutzung notwendig machen. Der stellvertretende Generaldirektor Günter Baron bemerkte dazu 1999 spöttisch: „Es hat in manchen Teilen des Hauses den Anschein, dass die asketische Seite des bibliothekarischen Berufes in der Gestaltung der Verwaltungsbereiche ihren Ausdruck finden sollte.“[40] Untermauert wird dieser Anschein auch damit, dass quasi sämtliche Verwaltungsbüros ihre Fenster an der Rückseite des Gebäudes haben, und damit ursprünglich auf die damals dort geplante Autobahntangente geschaut hätten.
- Das Großraumbüro: Einer der Hauptabschnitte der Verwaltung ist als Großraumbüro gestaltet. Mit diesem besonders in der Entstehungszeit des Staatsbibliothek-Neubaus verbreiteten Raumkonzept beabsichtigte Scharoun ursprünglich, eine „organische Zusammenarbeit“ bei einem hohen Volumen an tägl. Neuzugängen zu ermöglichen.[47] Das Konzept wurde von den Mitarbeitern jedoch nie wirklich angenommen, und so wurde beispielsweise mit Stellwänden versucht, die fehlende Privatsphäre herzustellen. Neben diesem Aspekt ist auch das Raumklima eines der größten Probleme im Großraumbüro. Durch die nachträgliche Raumunterteilung können die sog. Luftwalzen nicht mehr wie geplant durch den Raum zirkulieren; so beklagen sich die an den Fenstern sitzenden Angestellten häufig über Zugluft, während an den weiter innen liegenden Arbeitsplätzen die Raumluft wegen der geringen Umwälzgeschwindigkeit als stickig empfunden wird. Ursächlich für die unglückliche Ausgestaltung ist laut Wisniewski auch der Umstand, dass nach Scharouns Tod externe Beratungsfirmen die Planung und Möblierung der internen Bereiche übernommen haben, ohne dass sein Büro mitwirken konnte. So wurde auch Klima- und Beleuchtungstechnik modifiziert. In dem Endergebnis seien so schließlich die „Vorteile des Großraumbüros in das Gegenteil“ gekehrt worden.[62]

Darüber hinaus wird die gelegentlich bedarfs- bzw. praxisfremde Planung thematisiert. Beispiele:
- Das „Pharaonengrab“: Für den Zugang zur Generaldirektion gibt es im Gebäude ein eigenes Foyer direkt neben dem Haupteingang für die Benutzer, das auch einen eigenen Pförtnerplatz besitzt. Wegen der damit verbundenen Kosten hat sich die Staatsbibliothek diesen Luxus jedoch nie leisten können – der Raum war somit noch nie in Betrieb. Im Mitarbeiterjargon heißt das Generaldirektionsfoyer deshalb auch „Pharaonengrab“.
- Für die Steuerung von Beleuchtung und Beschattung des Lesesaals gibt es im dritten Obergeschoss ein recht prominent gestaltetes Bedienpult, für welches offensichtlich die dauerhafte Besetzung mit einer Arbeitskraft vorgesehen war. In der Praxis war dieses Pult, das im Benutzerjargon wegen seiner Gestaltung auch „Kommandozentrale“ genannt wird, hingegen nie besetzt.

Im Rahmen von Kritik muss auch immer wieder die schwierige Baugeschichte des Gebäudes auf beiden Seiten beachtet werden. Edgar Wisniewski beklagte bereits 1980, „daß die ursprünglich gemeinsam mit den Bibliothekaren erarbeiteten Büroformen vielfach anders genutzt werden, so daß zwangsläufig Beeinträchtigungen die Folge sind. Dies ist um so bedauerlicher, weil die Konzeption und Gestaltung der vielfältigen Büroformen nicht ein zufälliges Nebenergebnis – quasi im Schatten der Lesesäle liegend –, sondern Ausgangspunkt und wesentliches Anliegen Scharouns war.“ Welche „Fehlplanungen“ wirklich auf welcher Seite zu verantworten sind, dürften wohl nur Zeitzeugen beurteilen können, die in den Prozess involviert waren.

### Das Gebäude im Film
Das Gebäude ist ein beliebtes Motiv für Filmaufnahmen; drei- bis viermal im Jahr finden hier Dreharbeiten statt. Um Störungen des laufenden Betriebs zu vermeiden, werden diese meist nur an Sonntagen genehmigt.
- Einem breiten Publikum ist das Gebäude der Staatsbibliothek durch den preisgekrönten Film Der Himmel über Berlin (1987) von Wim Wenders bekannt geworden. Längere Szenen spielen besonders auf der zweiten Terrassenebene (4. OG) im Lesesaal.
- Im Film Agnes und seine Brüder (2004) von Oskar Roehler ist das Gebäude prominent vertreten: Einer der Protagonisten arbeitet als Bibliothekar in der Staatsbibliothek.
- In einem Imagespot des Unternehmens Voestalpine[63] (Agentur: Jung von Matt/Donau, Wien)[64] spielt eine Szene auf der prägnanten Wendeltreppe im Südteil des großen Lesesaals.
- Der Film Die kommenden Tage (2010) von Lars Kraume zeigt das Haus Potsdamer Straße als Handlungsort der Protagonistin, die auf der zweiten Terrassenebene (4. OG) arbeitet, die bereits in Himmel über Berlin (s. o.) als Wirkungsort der beiden Hauptfiguren diente. Die Handlung ist in der nahen Zukunft, zwischen den Jahren 2016 und 2020, angesetzt; die Ausstattung der Bibliothek fällt dementsprechend „futuristisch“ aus: Die einzelnen Leseplätze sind mit festinstallierten Glas-Bildschirmen ausgestattet.

## Zahlen und Daten
- Grundstücksgröße: 38.000 m²
- Bebaute Fläche: 19.400 m²
- Nutzfläche: 78.200 m²

davon Lesesäle: 9.300 m²
- Länge: 229 m
- Breite: 152 m
- Höhe: 58 m (−14 m bis max. +44 m)
- Stockwerke: 10 Obergeschosse, 2 Kellergeschosse
- Magazinkapazität: 5,4 Mio. Bände
- Leseplätze Hauptsaal: 675
- Leseplätze Sondersäle: 137[65]

## Haustechnik
Die Dimensionen des Gebäudes bedingen korrespondierende Dimensionen bei der Haustechnik, die für die Besucher nicht sofort offensichtlich sind. Allein die Wartung der Leuchtmittel des Hauses ist ein logistisch aufwendiges Unterfangen: Über 30.000 Stück befinden sich im und am Gebäude und müssen ständig funktionsfähig gehalten werden.

### Klimatechnik
Das Haus verfügt über 74 Klimaanlagen, die von sieben Zentralen gesteuert werden. Die Klimaanlagen halten die Innenräume des Gebäudes auf 22 °C und 50 % Luftfeuchtigkeit, im Magazin liegen die Sollwerte bei 18 °C und 50 % Luftfeuchtigkeit. Das Klimasystem besitzt drei Kältemaschinen mit 4,5 MW Gesamtleistung. Die Heizung wird mit Fernwärme betrieben.
Die Frischluftzufuhr befindet sich auf dem Dach des Gebäudes am Südende des Hochmagazins. Hier wird die Luft zunächst in einen Vorraum angesaugt und dann nach mehreren Filterstufen (Feinstaubfilterklasse F9) auf die einzelnen Stränge der Klimaanlagen verteilt, die das Gebäudevolumen von 420.000 m³ mit Frischluft versorgen. Die angesaugte Luft beläuft sich im Normalbetrieb auf 1,5 Millionen m³ pro Stunde.
Die Klimaanlage bzw. das Raumklima ist einer der zentralen Kritikpunkte von Mitarbeitern und Benutzern der Staatsbibliothek. Die kritisierten Zustände sind allerdings weniger auf die Leistung der Klimaanlage selbst zurückzuführen als auf subjektives Empfinden einerseits sowie vor allem Probleme mit der sogenannten „Frischluftwalze“ andererseits (siehe auch Abschnitt Kritik).

### Löschsystem
Das Löschsystem des Gebäudes besitzt mehr als 1000 Sprinklerventile, die bei Auslösung im Brandfall einzeln jeweils 120 Liter Wasser pro Minute (= zwei Liter pro Sekunde) abgeben. Dazu wird das System permanent auf einem Druck von 10 Bar gehalten. Um beim Auslösen sofort volle Kapazität leisten zu können, verfügt das System über einen Wasservorratstank von 60.000 Litern, der allerdings nur dem Anlaufen dient: Ohne diesen Tank würde aus der Wasserzuleitung Luft angesaugt werden, weil beim Auslösen des Alarms ruckartig eine sehr hohe Wassermenge (die erwähnten zwei Liter pro Sekunde und Sprinklerventil) benötigt wird. Mit dem Tank kann dieser „Anlaufschock“ überbrückt werden.

### Rohrpost
Das Gebäude verfügt über ein Rohrpostsystem, das allerdings seit Einführung des elektronischen Bestellsystems so gut wie nicht mehr genutzt wird. Dennoch ist die Nutzung weiterhin möglich, obwohl die Anlage technisch außer Betrieb genommen wurde. Vor allem die Beschaffung der relativ teuren Rohrpostkapseln soll zum Aus der Technik geführt haben. Sollte man allerdings wieder Kapseln anschaffen, wäre ein Betrieb des Systems möglich. (Stand: 2023)

### Aufzüge
Von den insgesamt 25 Aufzügen im Gebäude sind nur vier im Besucherbereich zu finden – jeweils zwei im Nord- und Südaufgang, letztere sind allerdings wegen der Sperrung des Südaufgangs nicht für den öffentlichen Betrieb freigegeben. Bei den restlichen Fahrstühlen handelt es sich zum Großteil um Lastenaufzüge – die besonders im nördlichen Verwaltungstrakt wegen der zahlreichen Verwinkelungen notwendig sind (siehe auch Abschnitt Kritik).

### Magazin
Das Magazin hat eine Kapazität von insgesamt 5,4 Millionen Bänden. Die Förderanlage des Magazins besitzt 72 Stationen und hat eine Länge von rund 2,5 Kilometern.

### Notstromsystem
Als Notstromaggregat sind im Gebäude zwei Schiffsdiesel mit je 1500 kVA Ausgangsleistung verbaut. Der Treibstoffvorrat reicht für einen Betrieb von 30 Stunden aus.